# Корнуольський пиріжок

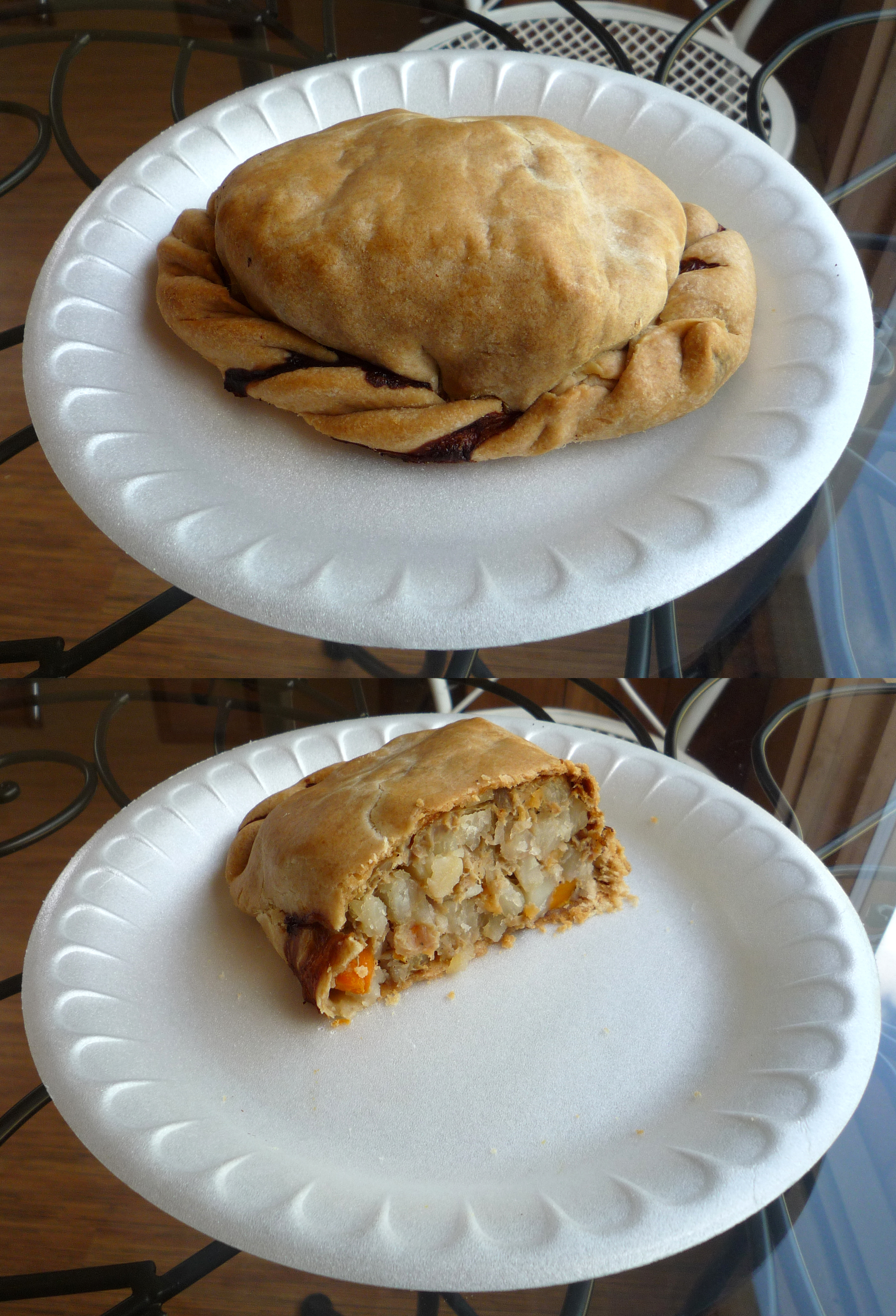

Корнуольський пиріжок (корніш-пасті, англ. Cornish pasty, корн. Pasti) — англійська національна страва.

## Загальні відомості
Пиріг округлої або овальної форми, часто листковий, що готується з тіста, зробленого з пшеничного або пшенично-житнього борошна, і різної начинки. Начинка може бути як м'ясна — з яловичини, свинини або курячого м'яса, так і овочева. Корнуольські пиріжки готують також зі складнішим вмістом, куди входять і тушковане м'ясо, картопля, капуста, морква, приправлені прянощами, в тому числі петрушкою, пастернаком і брюквою. Готують такі пироги і з фруктовою, наприклад, яблучною начинкою. Подаються та вживаються в їжу відразу по готовності, гарячими. Є десятки різновидів «корніш пасті», що відрізняються один від одного тістом, начинкою або формою.
Корнуольський пиріжок є традиційною стравою для південно-західних регіонів Англії, головним чином Корнуоллу. Він вважається відмітною ознакою місцевої кухні, хоча наразі приготування та продаж цього виду смачної та поживної їжі поширилося по всій Англії. Корнуольський пиріжок можна придбати за дуже помірну плату (від 50 пенсів до 2 фунтів, залежно від розміру) у безлічі спеціалізованих пиріжкових від Йорка на півночі країни до Віндзору на півдні. Крім цього, за межами Великої Британії цей вид гарячої закуски тепер можна купити в багатьох країнах світу — від Австралії до Мексики і США.
Спочатку, у пізньому Середньовіччі і на початку Нового часу, «корніш пасті» було їжею-обідом для рудокопів-корнуольців, що добували олово в місцевих шахтах: такий пиріжок можна було їсти брудними руками, тримаючи за край, який потім викидався. Пироги робили дружини рудокопів, запікаючи в хлібному тісті поживну м'ясну та овочеву начинку.